# Ácido dactylífrico
El ácido dactilífrico es un cafeoilato de ácido shikímico (3-O-cafeoilshikímico). Este ácido y sus isómeros son sustratos de pardeamiento enzimático, que se encuentran en los frutos de la palmera datilera Phoenix dactylifera.